# Ostrobodno
Ostrobodno (niem. Ostenheide) – przysiółek wsi Darszyce, w Polsce, w województwie zachodniopomorskim, w powiecie gryfickim, w gminie Płoty.
W 1874 roku Ostenheide był kolonią na ziemie Witzmitz A lub B. W tym liczyło się 9 budynków mieszkalnych, gdzie mieszkało 9 rodzin i 50 mieszkańców, oraz było 11 koni, 52 sztuk bydła i 181 owce.
Na początku lat 1930. Ostenheide był położony w gminie Witzmitz, należącej do powiatowi Regenwalde Prowincji Pomorze.
W latach 1975–1998 miejscowość administracyjnie należała do województwa szczecińskiego.